# Schengen, Luxemburg
Schengen este o localitate viticolă în Luxemburg, aflată la întretăierea granițelor dintre Germania, Franța și Luxemburg.

## Geografia
Schengen este situat în sud-estul extrem al Luxemburgului. Este o localitate viticolă, parte a podgoriilor Mosel. Are o populație de 1.527 de locuitori (2009).

## Istoria
Localitatea Schengen a devenit faimoasă la 14 iunie 1985, când pe vasul „Princesse Marie-Astrid”, navigând pe râul Mosel, cinci reprezentanții a 5 state din Uniunea Europeană, Germania, Franța, Belgia, Olanda și Luxemburg, au semnat „Tratatul de la Schengen”, privind controlul frontierelor interne. În prezent, 27 țări europene sunt părți în cadrul acordului.

## Galerie imagini

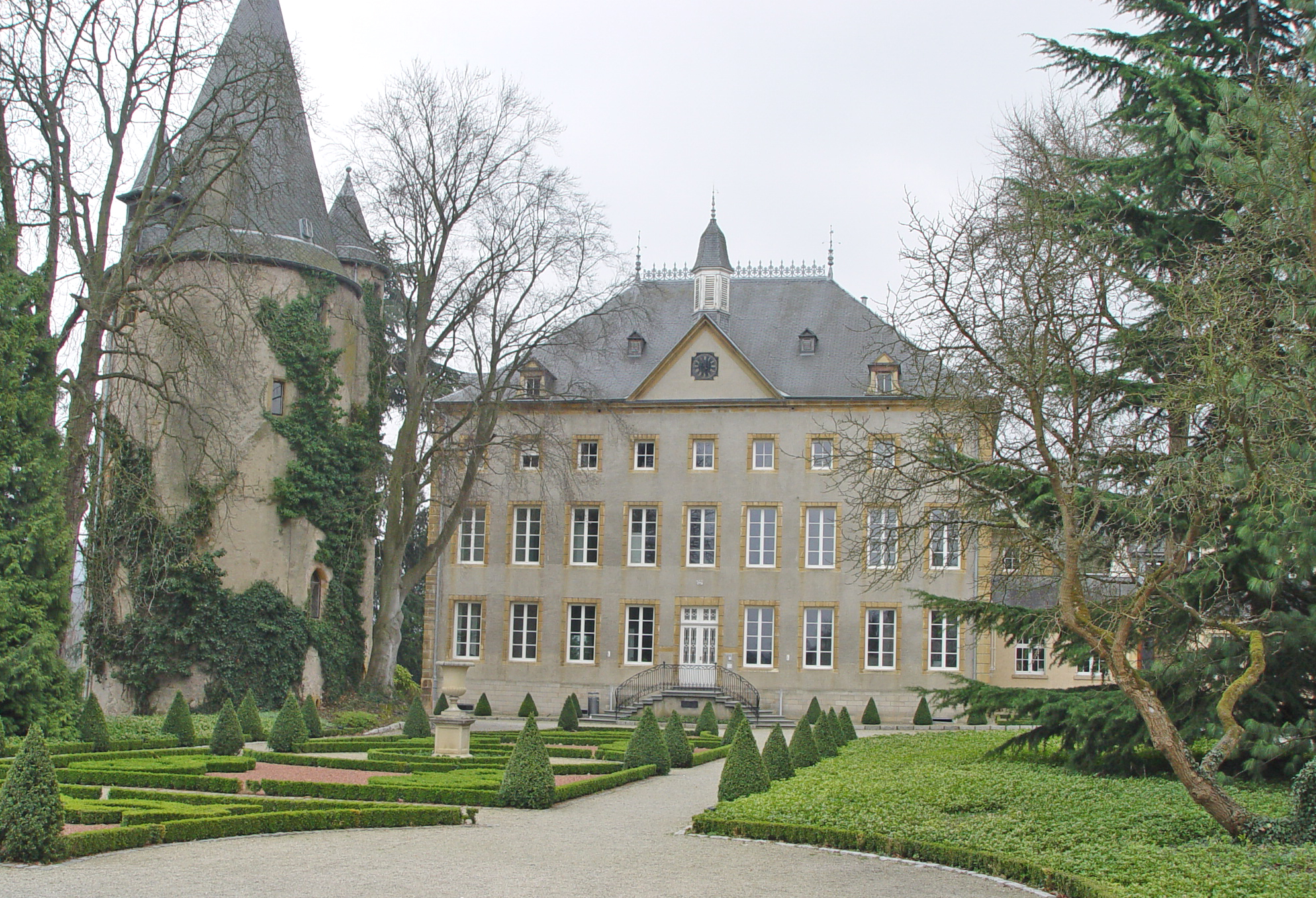
Castelul din Schengen
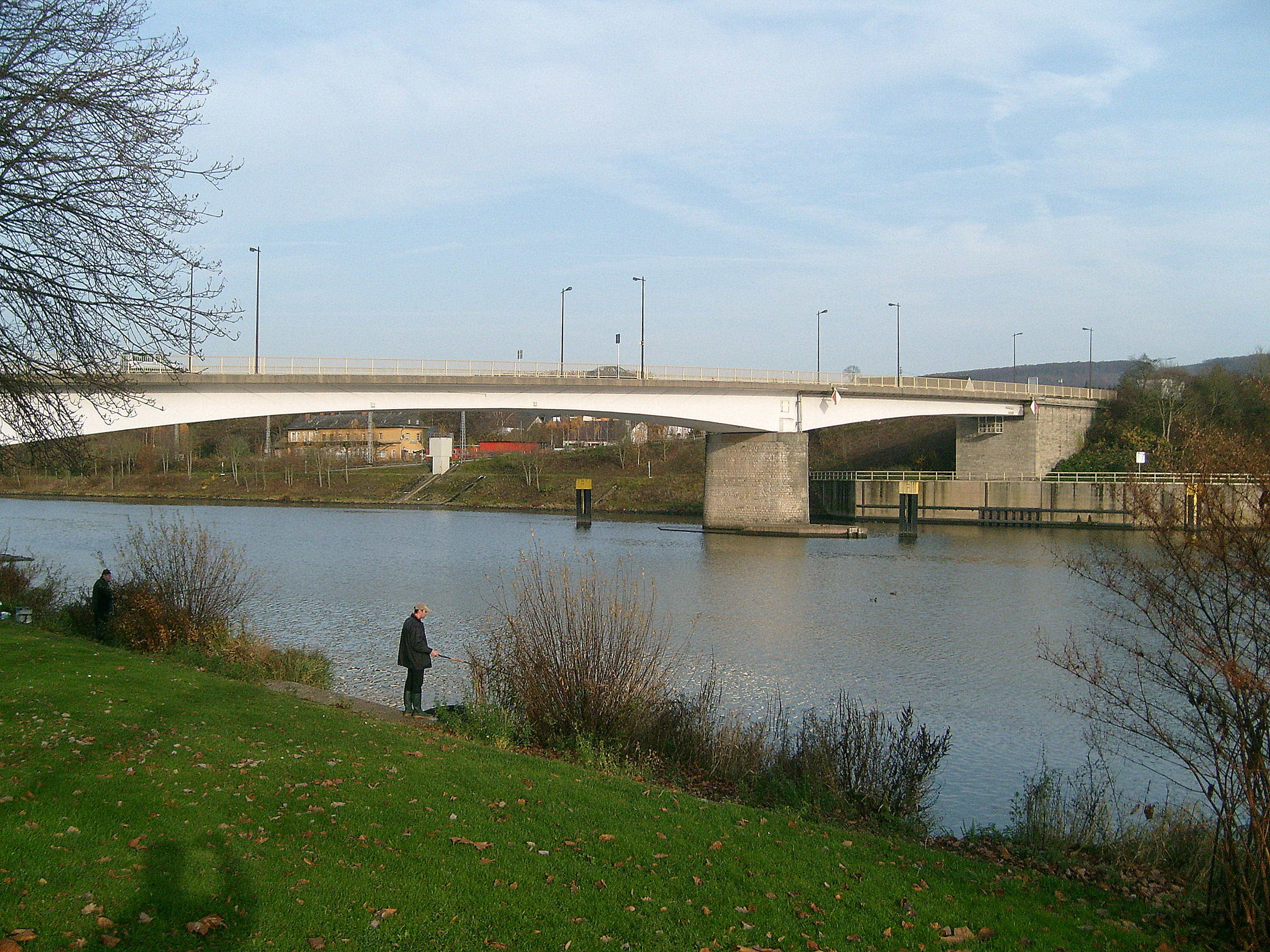
Pod peste Mosela, construit în anul 1959.
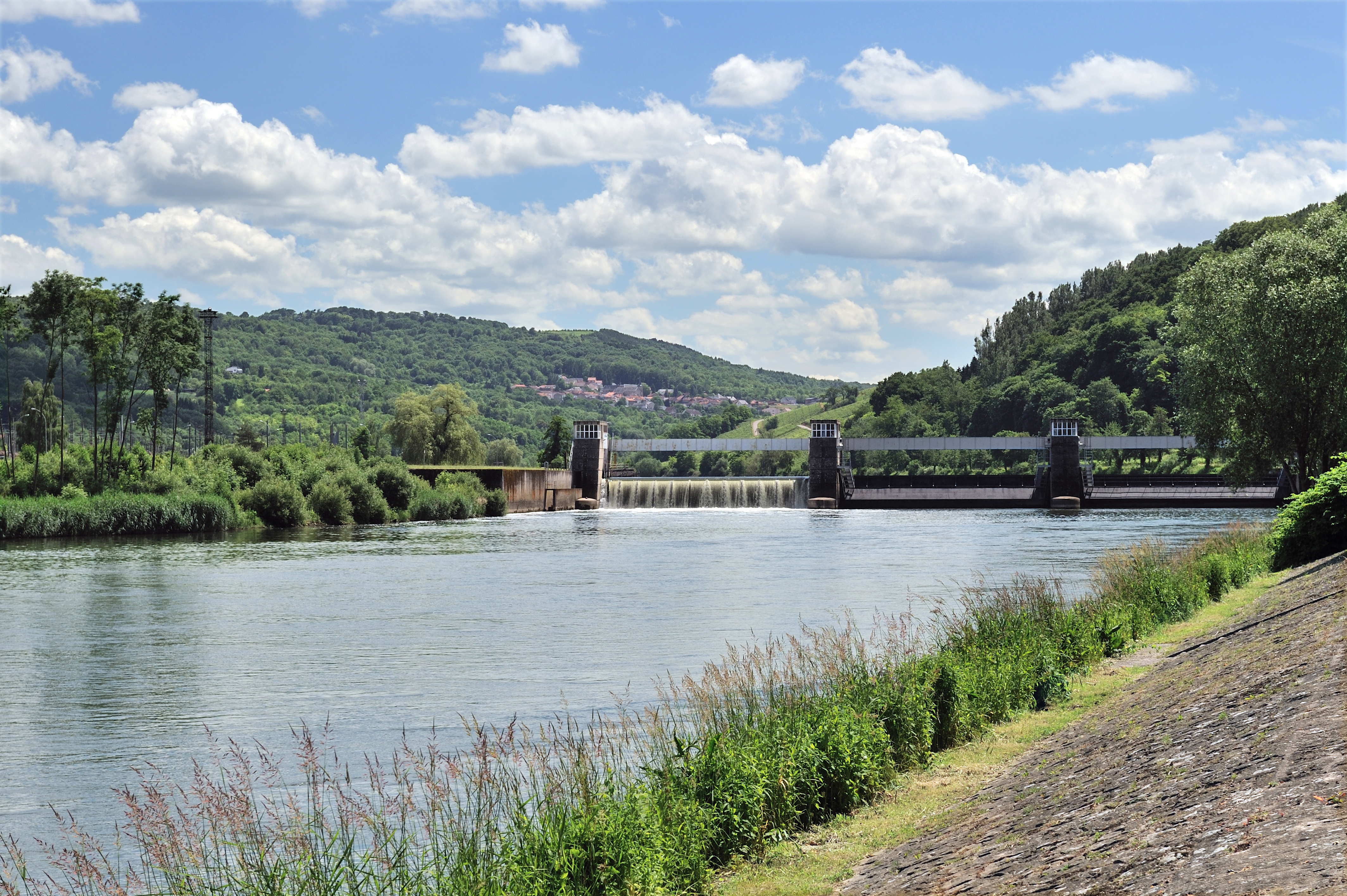
Mosela, la Schengen; în spate, barajul Schengen-Apach și satul Apach. Frontiera dintre Franța și Luxemburg trece pe mijlocul Moselei.